# Vjačeslavs Duhanovs
Vjačeslavs Duhanovs (Riga, 5 giugno 1973) è un ex pentatleta lettone.

## Palmarès
In carriera ha conseguito i seguenti risultati:
- Europei

Székesfehérvár 1997: bronzo nel pentathlon moderno individuale.